# Guillaume II d'Uzès
Pour les articles homonymes, voir Guillaume II.
Ne doit pas être confondu avec Guillaume II (évêque d'Uzès).
Guillaume d'Uzès est un prélat du Moyen Âge, trente-troisième évêque connu de Nîmes de 1181 à 1207, sous le nom de Guillaume II, issu de la famille d'Uzès.

## Biographie
Guillaume pourrait être le fils de Bermond Ier, selon Charvet (1870). Il est ainsi le neveu Aldebert d'Uzès, évêque de Nîmes. Il lui succède avant 1183, selon une charte avec l'entête « Guillaume d'Uzès étant évêque de Nîmes ».  
En 1197, en sa présence, Raymond VI de Toulouse reconnaît par charte n'avoir aucun « droit d'albergue » sur l'église de Nîmes.
L'année suivante, l'évêque Guillaume d'Uzès est nommé par le pape pour prêcher la croisade dans sa province. En février 1199, il conclut une médiation ecclésiastique. 
Il recueille en 1205 une donation pour son église de Nîmes. La même année, il est consulté sur un différend entre le roi de France et les habitants de Montpellier.
En 1207, il réclame une copie de la lettre du pape du 29 mai contre le comte de Toulouse. Il meurt la même année. L'évêque Hugues lui succède.